# Encyklopedia popularna ilustrowana
Encyklopedia popularna ilustrowana – czterotomowa, polska encyklopedia ogólna wydana w latach 1909-1912 w Warszawie przez redakcję polskiego czasopisma "Wiadomości Codzienne" .

## Opis
Encyklopedię zredagowała redakcja polskiego czasopisma "Wiadomości Codzienne" wychodzącego w Warszawie. Pełny tytuł brzmiał: Encyklopedja popularna ilustrowana : treść wszystkich gałęzi wiedzy ludzkiej, podana przystępnie. Dzieło zostało wydrukowane w czterech woluminach w latach 1909-1912 przez w Warszawie i miało charakter ogólny oraz popularyzatorski. Jest ilustrowane, zawiera czarno białe zdjęcia, tablice, rysunki, mapy i schematy .

## Wydane tomy
W latach 1909–1912 wydano cztery tomy z częstotliwością tomu rocznie:
- Encyklopedia popularna ilustrowana tom. I, 399 s., 1909[1] ,
- Encyklopedia popularna ilustrowana tom. II, 352 s., 1910[2] ,
- Encyklopedia popularna ilustrowana tom. III, 319 s., 1911[3] ,
- Encyklopedia popularna ilustrowana tom. IV,  545 s., 1912[4]

## Galeria

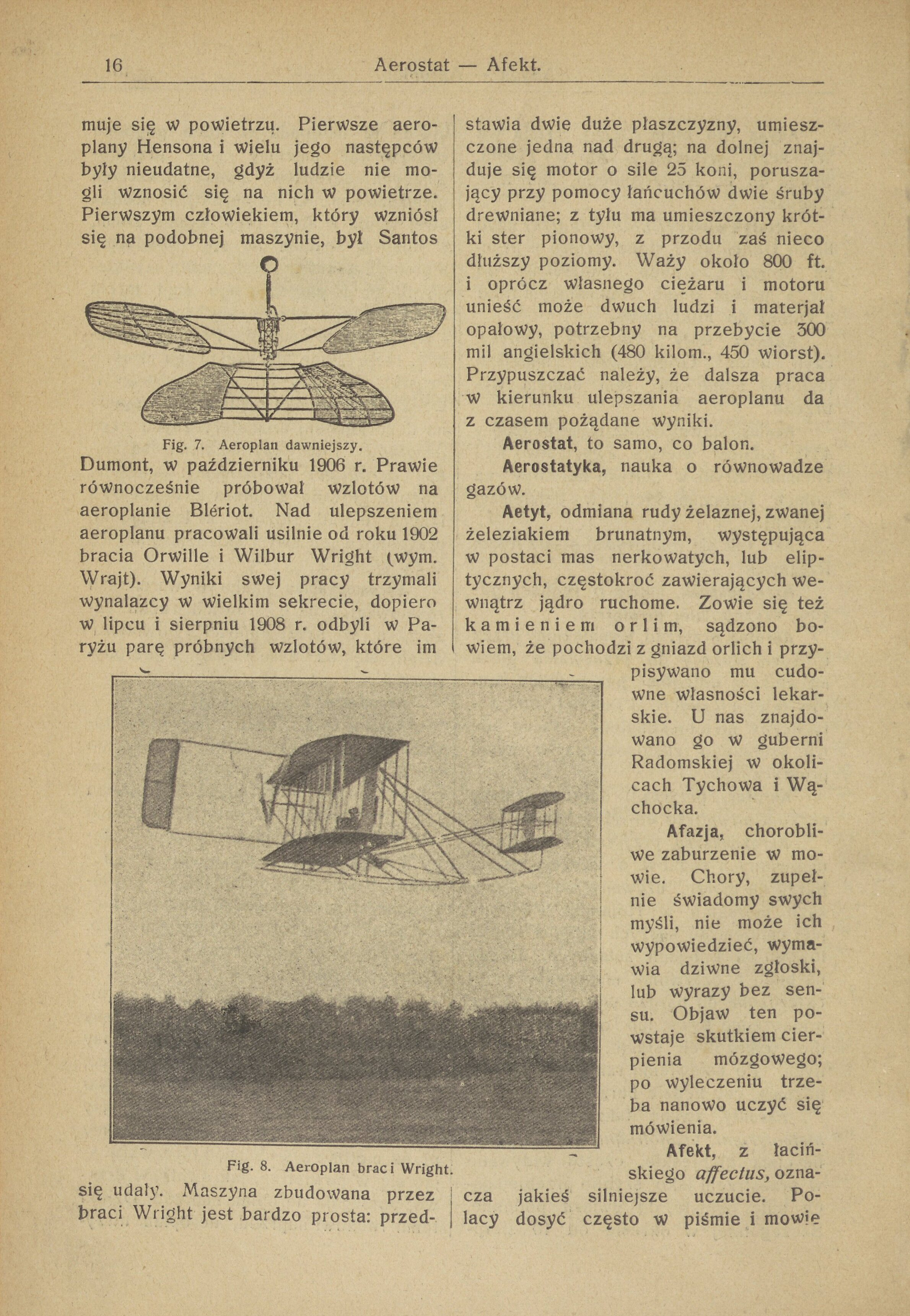
Strona numer 16 encyklopedii ze zdjęciem samolotu Braci Wright.
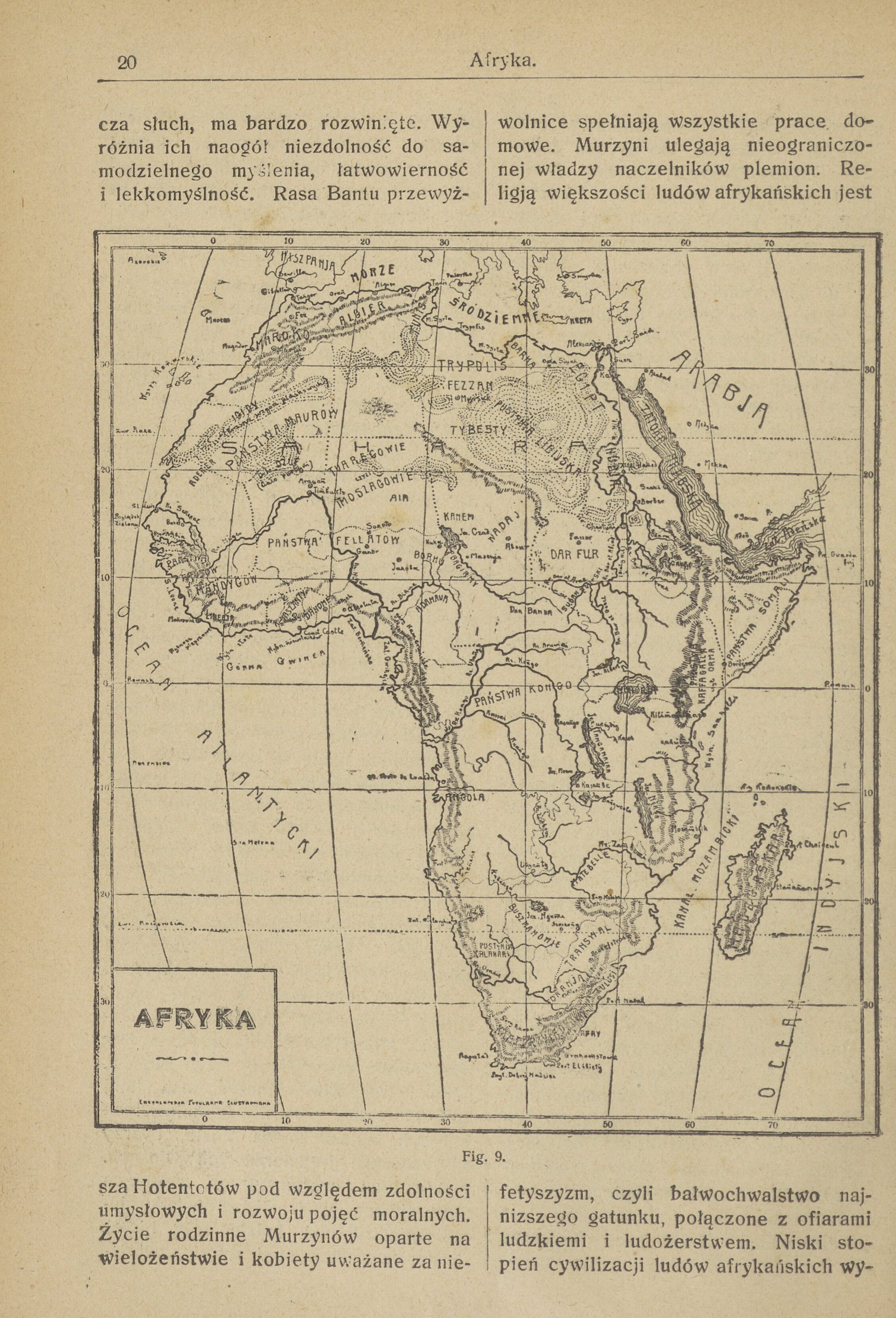
Mapa Afryki strona 17.
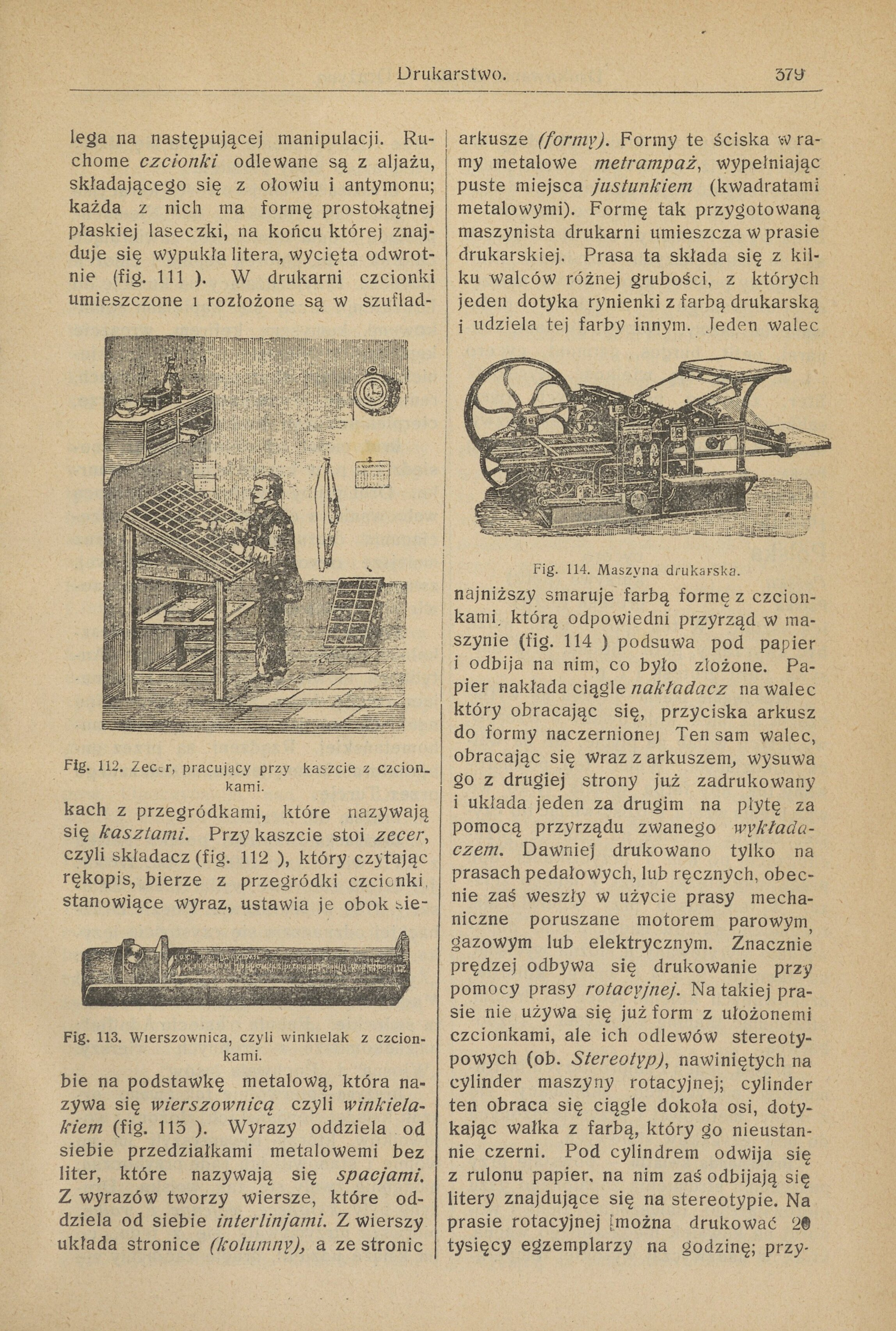
Ilustracje do hasła drukarstwo, strona 379.
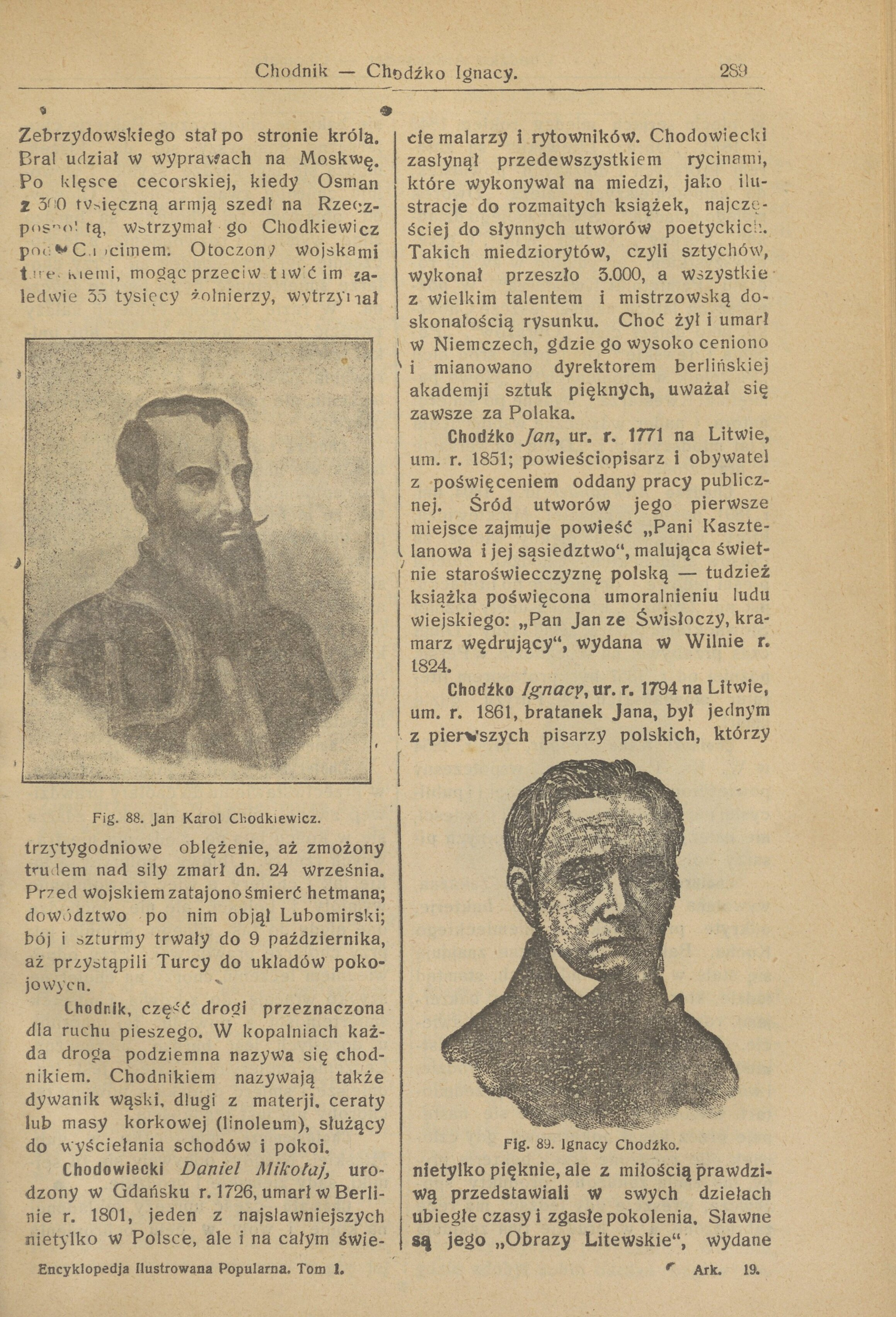
Jan Karol Chodkiewicz oraz Ignacy Chodźko na stronie 289.
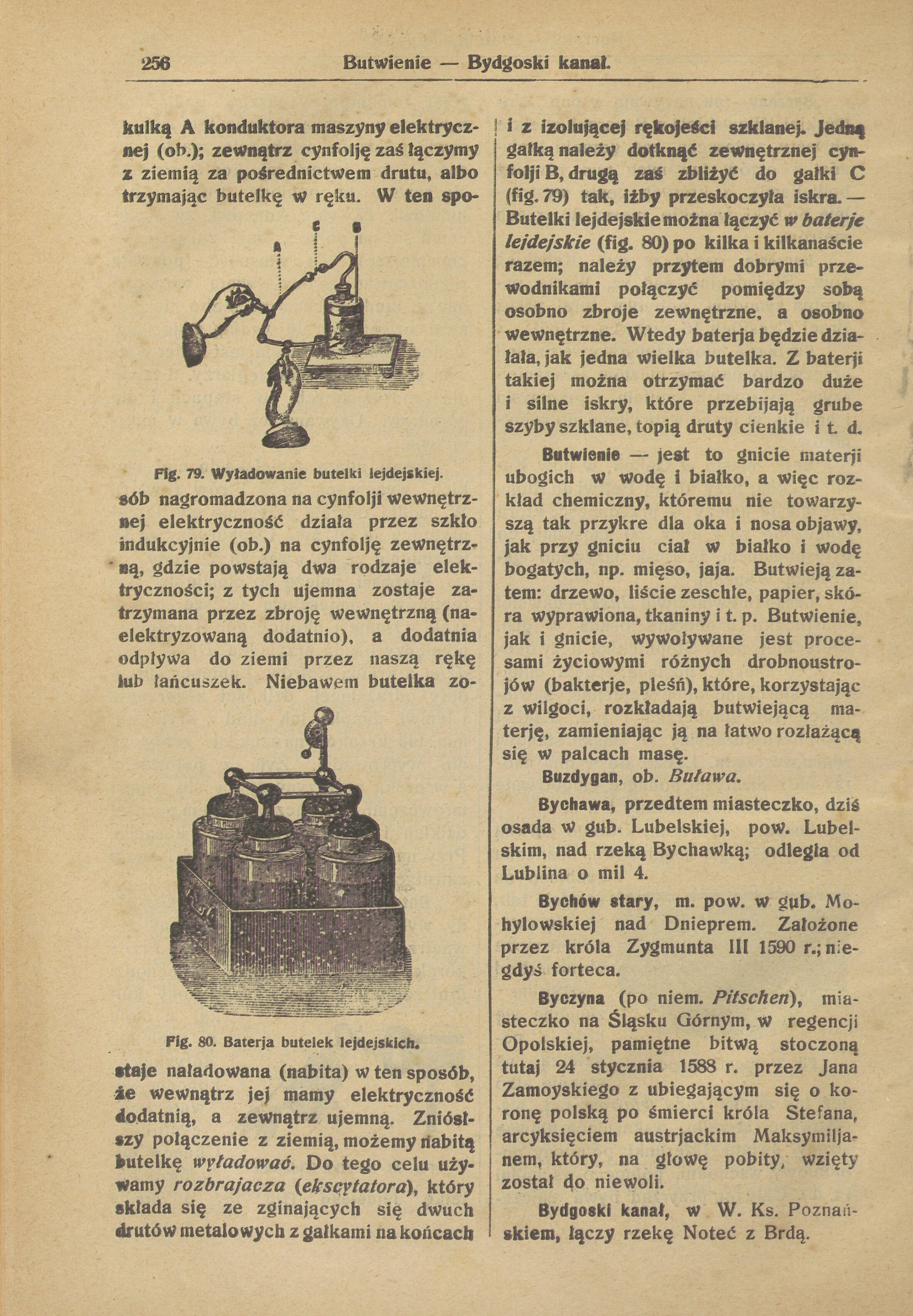
Ilustracje Butelek lejdejskich na stronie 256.